# Artūrs Kulda
Artūrs Kulda (ur. 25 lipca 1988 w Lipsku) – łotewski hokeista, reprezentant Łotwy, dwukrotny olimpijczyk.
Jego brat Edgars (ur. 1994) także został hokeistą.

## Kariera
- HK Prizma Ryga (2003–2004)
- CSKA 2 Moskwa (2004–2006)
- Peterborough Petes (2006–2008)
- Chicago Wolves (2008–2011)
- Atlanta Thrashers (2010, 2011)
- St. John’s IceCaps (2011–2012)
- Winnipeg Jets (2011)
- Sibir Nowosybirsk (2012–2013)
- Winnipeg Jets (2013)
- Saławat Jułajew Ufa (2013-2015)
- Jokerit (2015-2017)
- Kunlun Red Star (2017-2018)
- Sparta Praga (2018)
- Siewierstal Czerepowiec (2018-2019)
- Dinamo Ryga (2019)
- Siewierstal Czerepowiec (2019-2020)
- Nürnberg Ice Tigers (2020-2021)
- Krefeld Pinguine (2021-2022)
- EC VSV (2022-)

Wychowanek klubu Prizma Ryga. W pierwszych dwóch klubach występował z nim jego rodak Kaspars Daugaviņš. W drafcie NHL w 2006 wybrany przez klub Atlanta Thrashers (runda 7, numer 200). W 2010 i 2011 roku zagrał sześć meczów w tym klubie. Ponadto występował w drużynach ligi AHL. W 2011 roku krótktotrwale występował w klubie Winnipeg Jets (dziewięć meczów). Od lipca 2012 do marca 2013 zawodnik Sibiru Nowosybirsk. W marcu 2013 ponownie został zawodnikiem Winnipeg Jets. Na początku października 2013 powrócił do ligi KHL i został zawodnikiem Saławatu Jułajew Ufa, związany dwuletnim kontraktem. Zwolniony w czerwcu 2015. Od października 2015 zawodnik Jokeritu. W czerwcu 2017 został zawodnikiem chińskiego klubu. Pod koniec stycznia 2018 został zawodnikiem Sparty Praga. W sierpniu 2018 przeszedł do Siewierstali Czerepowiec. Na początku grudnia 2019 został zawodnikiem Dinama Ryga. Pod koniec grudnia 2019 powrócił do Siewerstali. W grudniu 2020 został graczem niemieckiego Nürnberg Ice Tigers. Odszedł stamtąd w kwietniu 2021. W połowie 2021 został zaangażowany przez Krefeld Pinguine. W lipcu 2022 przeszedł do austriackiego EC VSV.
Uczestniczył w turniejach mistrzostw świata w 2010, 2011, 2013, 2014, 2017, 2019, 2021, 2022 oraz zimowych igrzysk olimpijskich 2014, 2022.

## Sukcesy
Klubowe
- Puchar Caldera: 2008 z Chicago Wolves
- Emile Francis Trophy: 2012 z St. John’s IceCaps
- Srebrny medal mistrzostw Rosji: 2014 z Saławatem Jułajew Ufa

Indywidualne
- Mistrzostwa Świata Juniorów w Hokeju na Lodzie 2008/Pierwsza Dywizja Grupa B:
  - Pierwsze miejsce w klasyfikacji kanadyjskiej wśród obrońców: 5 punktów
  - Najlepszy obrońca turnieju[14]
- AHL 2009/2010:
  - Pierwsze miejsce w klasyfikacji +/- w sezonie: +47
- Mistrzostwa Świata w Hokeju na Lodzie 2014/Elita:
  - Pierwsze miejsce w klasyfikacji strzelców wśród obrońców turnieju: 4 gole
  - Jeden z trzech najlepszych zawodników reprezentacji na turnieju[15]
- KHL (2014/2015):
  - Pierwsze miejsce w klasyfikacji liczby zablokowanych strzałów: 113[16]
- Puchar Spenglera 2015:
  - Skład gwiazd turnieju[17]